# 津軽焼
津軽焼（つがるやき）は、青森県弘前市で焼かれる陶器。
津軽焼の源流は、津軽藩四代藩主信政によって集められた陶工たちが焼いた平清水焼・大沢焼・下川原焼・悪土焼である。1691年（元禄4年）に平清水三右衛門、瀬戸助、久兵衛らによって築窯され、20年以上にわたって藩の用度品を焼いたのが始まりという。明治時代に入ると鉄道の開通によって流入した他県の焼物に押され、大正時代には一時断絶する。現在の津軽焼きは昭和時代に入って再興したものである。
現代の津軽焼は、釉薬に黒天目釉やりんご木灰からできる「りんご釉」を使い、素朴な色合いが特徴である。

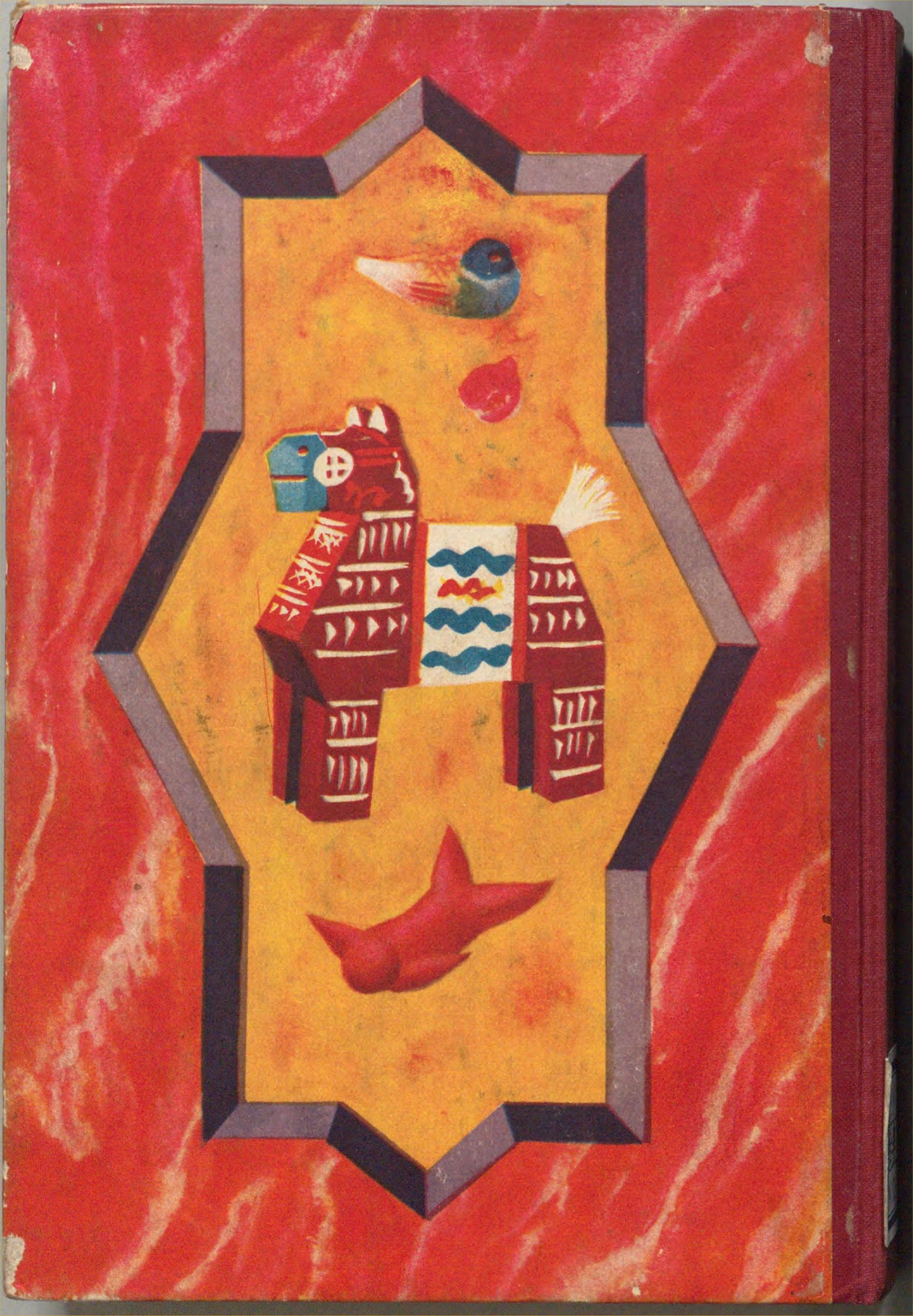
小村雪岱画。上から津軽焼の鳩笛、三春駒、さるぼぼ（1927年）